# Грос-Іппенер
Грос-Іппенер (нім. Groß Ippener) — громада в Німеччині, розташована в землі Нижня Саксонія. Входить до складу району Ольденбург. Складова частина об'єднання громад Гарпштедт.
Площа — 28,06 км2. Населення становить 975 ос. (станом на 31 грудня 2021).